# 米本団地

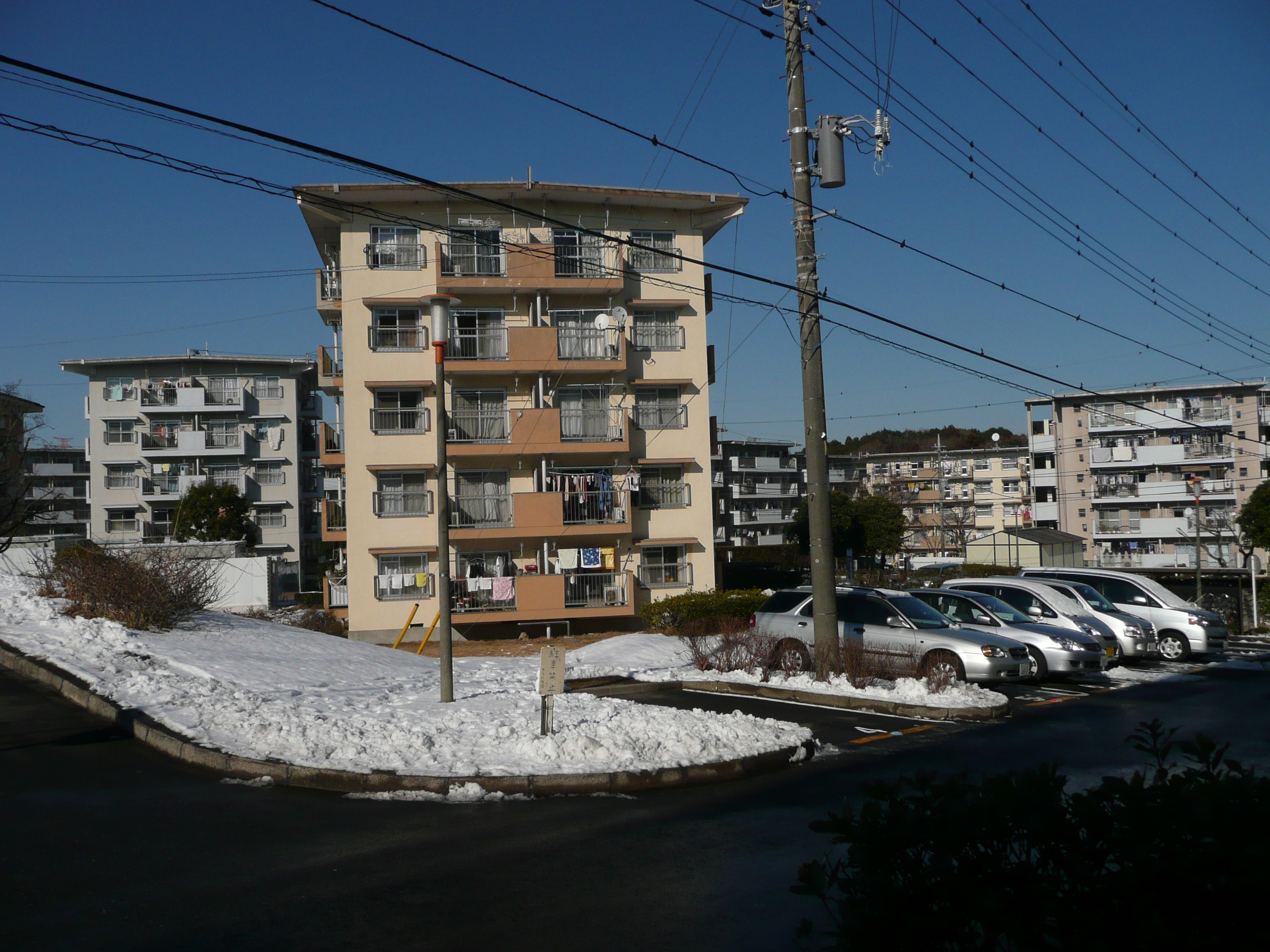
米本団地、2008年2月4日撮影

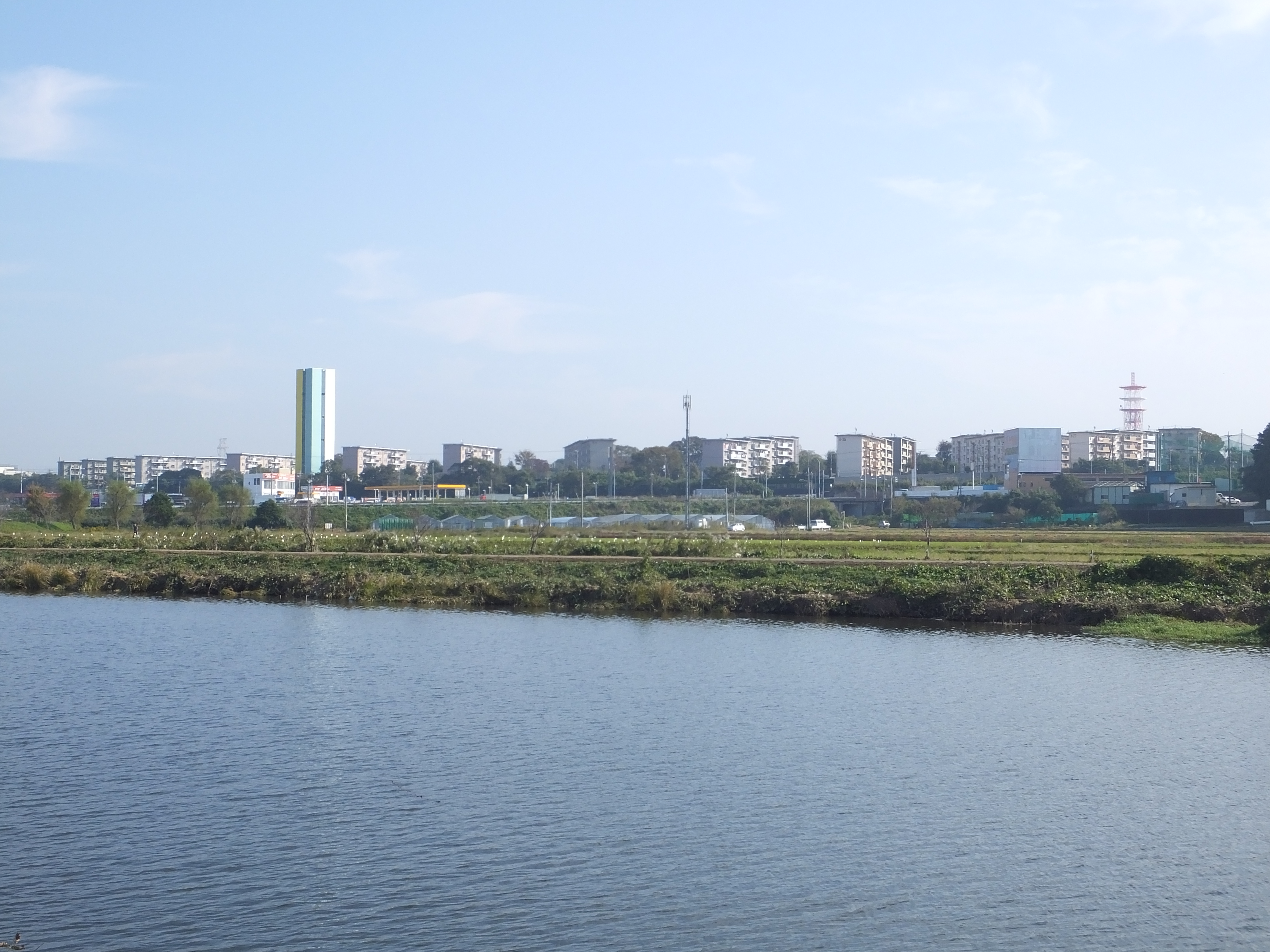
新川西岸から望む米本団地、2013年11月1日撮影

米本団地（よなもとだんち）は、千葉県八千代市北部に立地する、旧・日本住宅公団造成のUR賃貸住宅である。

## 概要
1970年（昭和45年）入居開始、住棟数106棟、管理戸数3020戸。
所在地は千葉県八千代市米本1359番地。新川（印旛放水路）東岸の高台の上に位置し、国道16号に隣接している。敷地西端に「米本団地」バス停留所があり、京成本線勝田台駅行き東洋バス米本団地線、東葉高速鉄道東葉高速線八千代中央駅行き東洋バス米本八千代中央線などの起点となっている。
周辺施設に八千代市役所米本支所、八千代市立米本小学校、八千代市立米本南小学校、新八千代病院、道の駅やちよなどがある。
八千代市上下水道局の水道・下水道、東京電力の家庭用電力、大多喜ガスの都市ガスの、供給区域となっている。